# 横田飛行場
横田飛行場（よこたひこうじょう）は、日本の東京都多摩地域中部にある軍用飛行場。アメリカ空軍の横田基地（よこたきち、英語: Yokota Air Base）が設置され、航空自衛隊も所在している。

## 概要

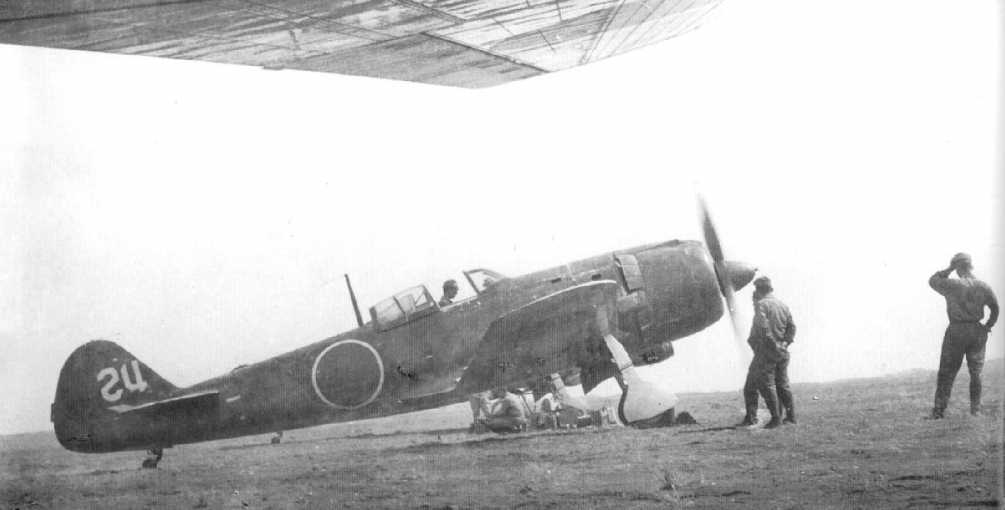
1943年、多摩陸軍飛行場（現・横田飛行場）において陸軍航空審査部により試験中のキ84増加試作機第124号機（のちの四式戦闘機「疾風」）

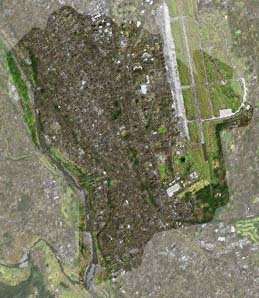
福生市域の衛星写真。右側が横田基地。左側が多摩川。下部左から合流しているのが秋川。

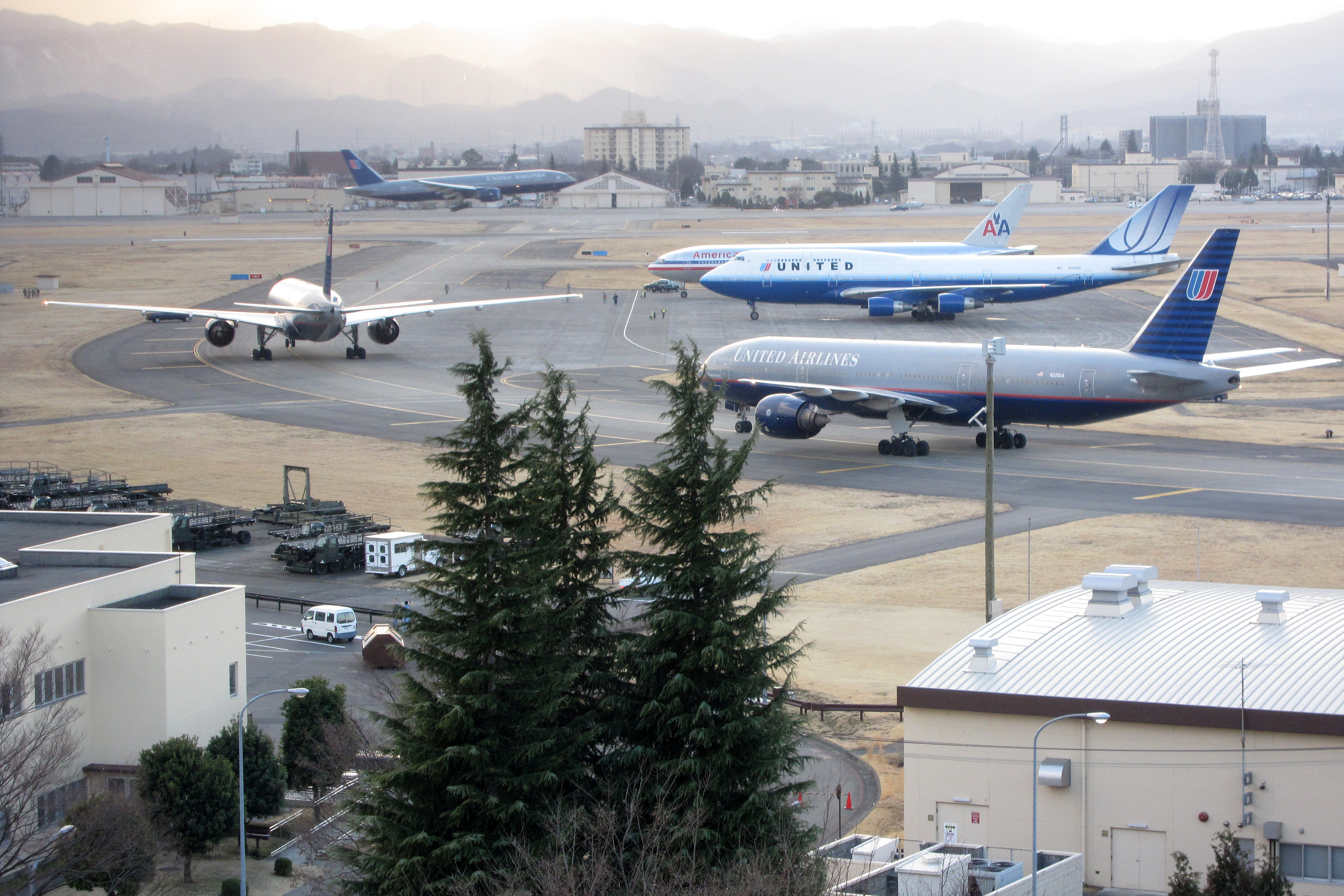
東北地方太平洋沖地震の影響で成田国際空港が閉鎖されたため、横田基地にダイバートしたアメリカ合衆国国籍の航空会社の旅客機（2011年3月11日）

1940年（昭和15年）4月、大日本帝国陸軍の航空部隊の飛行基地である多摩陸軍飛行場として開設（現地では福生飛行場とも通称）され、新鋭航空兵器をテストする陸軍航空審査部が主に配置された。第二次世界大戦末期には、帝国陸軍航空部隊のテストパイロット集団である陸軍航空審査部飛行実験部戦闘隊が臨時編成の防空邀撃飛行隊となり、首都圏防衛の戦闘機基地ともなった。
戦後、連合国軍に接収され、以来在日アメリカ軍司令部および在日アメリカ空軍司令部と、アメリカ第5空軍司令部が置かれている、東アジアにおけるアメリカ軍の主要基地であり、極東地域全体の輸送中継ハブ空港（兵站基地）としての機能を有している。また朝鮮戦争休戦協定における国連軍の後方司令部も置かれている。
2012年3月からは、移転再編された航空自衛隊の航空総隊司令部なども常駐するようになり、日米両国の空軍基地となった。
拝島駅の北側で、東福生駅や牛浜駅の東側に位置し、福生市、西多摩郡瑞穂町、武蔵村山市、羽村市、立川市、昭島市の5市1町（構成面積順）に跨がっている。沖縄県以外では日本国内最大のアメリカ空軍基地であるが、沖縄県の在日米軍基地のように民有地の借り入れがなく、そのほとんどが国有地で占められている。
日米の軍用機の運用のほか、近年ではアメリカと同じく北大西洋条約機構(NATO)加盟国である、フランス空軍輸送機（エアバスA340-200型機）の、フランス本土からニューカレドニアなどのフランス海外県への移動の際に、テクニカルランディング地として使用されることもある。
東京都調べによる、2005年（平成17年）5月時点の基地関係者数は、軍人3,600人、軍属700人、家族4,500人、日本人従業員2,200人の、合計約11,000人である。
アメリカ軍人および、その家族のアメリカ本土帰省用に、アメリカ軍と契約している航空会社の定期チャーター便（パトリオット・エクスプレス）の民間旅客機が飛来する。さらに、ユナイテッド航空やデルタ航空など、アメリカ国籍の航空会社の定期便ダイバートや、米本国間米軍チャーター (AMC) などで使用されることがある（通常は発着しないものの、何らかの理由によるチャーター便運行時や、ダイバート発生時に着陸できる許可を得ているため）。貨物便はカリッタエアなど、複数の航空会社が乗り入れている。
税関は東京税関立川出張所の管轄である。
なお、日米地位協定により、アメリカ軍人は出入国管理の搭乗手続きを必要としない。そのため、日本国内で犯罪を犯したアメリカ軍将兵や、軍を掌握するアメリカ高位高官が軍用機で出入国しても、それが日本側に告知されない限り、日本国政府はその事実を知ることができない。2017年には大統領専用機でドナルド・トランプアメリカ合衆国大統領（当時）が、2022年にはジョー・バイデン大統領が出入りしているが、これも法的には、アメリカからの出国や日本への入国を行っていない。なお、軍属および家族は入国時にパスポートが必要である。
施設建設やメンテナンスのためなど、一時的に横田飛行場に入場する際には、入場者の日本国籍確認のため、運転免許証（ICカード化され本籍欄が削除されたため、本籍確認のため「2つの4桁暗証番号入力」が必要）、日本国旅券、住民基本台帳カード、マイナンバーカードによる身分証明書の提出が必要である。それ以外の国籍については、入場者のパスポートや在留カードの提出が必須で求められるが、中華人民共和国や北朝鮮、イランなどの指定第三国国民リストの国籍を保有する者は、追加審査が行われ、結果によっては横田飛行場への入場が拒否されることがある。

## 沿革

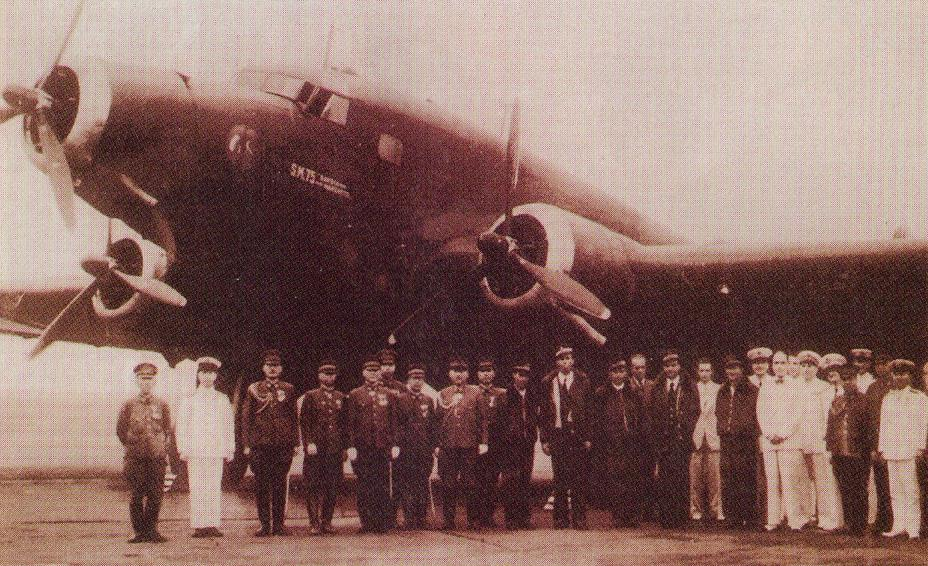
多摩陸軍飛行場（現・横田飛行場）でサヴォイア・マルケッティ SM.75 GA RTの前に立つ日伊の軍関係者（1942年7月）

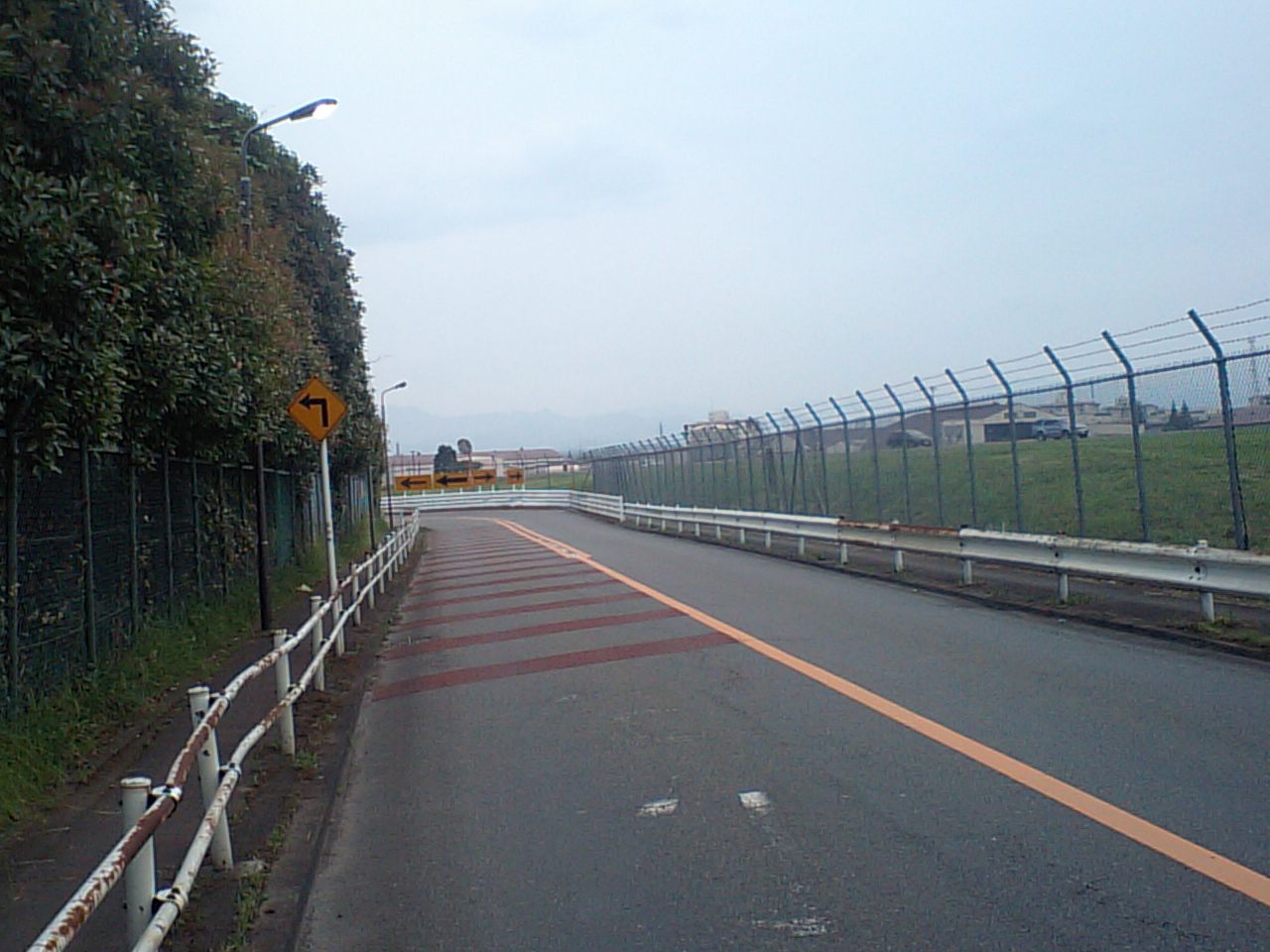
基地南東、立川方。分断されたかつての五日市街道。

1940年、帝国陸軍航空部隊の立川陸軍飛行場（立川飛行場）の付属施設として建設された多摩陸軍飛行場（たまりくぐんひこうじょう、多摩飛行場。現地では福生飛行場とも通称）が前身。
同年4月1日、帝国陸軍の新鋭戦闘機を筆頭とする各種航空兵器の審査を行う官衙である飛行実験部が立川より多摩に移転。太平洋戦争（大東亜戦争）中の1942年10月15日には、飛行実験部は拡充改編され陸軍航空審査部となる。同年6-7月にはイタリア軍の大型輸送機サヴォイア・マルケッティ SM.75 GA RTが日伊間長距離連絡飛行を行っており、その日本側離着陸飛行場となっている。
1944年（昭和20年）4月には、当時の大元帥であった昭和天皇が多摩陸軍飛行場に行幸し陸軍航空審査部を視察、行幸記念に下賜された「甲府岩」は現在も横田飛行場内の庭園に安置されている。
陸軍航空審査部は審査業務を行いつつ、末期の本土空襲時には部員と器材を使用し臨時防空飛行部隊（通称・福生飛行隊）を編成し戦果をあげた。多摩陸軍飛行場は郊外にあり秘匿されていたため、アメリカ軍は偵察機から従来把握していなかった日本軍飛行場の報告を受け、所蔵の日本地図にあった飛行場付近の地名「横田」から横田飛行場と名づけたため、また横田基地と呼ばれるようになった（#名称の由来と変遷）。終戦時点でおよそ180機以上の航空機があったとされる。
敗戦後の1945年9月3日、連合国軍の1国として日本の占領業務にあたったアメリカ軍が陸路から来訪し、9月6日に正式に引き渡された。接収後に基地の拡張工事が行われ、1960年頃にはおおむね現在の規模となった。拡張に際しては、北側で国鉄八高線や国道16号の経路が変更され、南側で五日市街道が分断された（このため、この周辺では常時渋滞している）。朝鮮戦争当時はB-29爆撃機の出撃基地として機能し、ベトナム戦争時も補給拠点として積極活用されていた基地である。
1969年10月21日、何者かが基地外周の金属フェンスを破り侵入。軍用機にガソリン10リットルをかけて放火する事件が発生した。後日、京浜安保共闘のメンバー、柴野春彦らが指名手配された（柴野は翌年に自ら起こした上赤塚交番襲撃事件で死亡）。
2012年3月26日、航空自衛隊の航空総隊司令部などが府中基地より移転し、航空自衛隊横田基地の運用が開始された。
2024年12月4日に在日米宇宙軍が発足し、横田基地に司令部が置かれた。
（基地の沿革についての詳細は、瑞穂町の資料等を参照）

## 名称の由来と変遷
戦前当時の帝国陸軍による正式名称は多摩陸軍飛行場（多摩飛行場）であるが、飛行場敷地大部分が当時の西多摩郡福生町（現在の福生市）にあったことから、地元や陸軍航空審査部では福生飛行場（ふっさひこうじょう）あるいは福生陸軍飛行場（ふっさりくぐんひこうじょう）と呼ばれていた。
戦中のアメリカ軍は偵察飛行によって飛行場の存在自体は把握していたが、正式名称は把握できていなかった。しかし、少なくとも1945年頃の資料では「YOKOTA」と呼称されるようになったことが確認できる。近隣の地名の中でYOKOTAが用いられたのは、アメリカ陸軍地図サービスが1944年に作成した地図資料『JAPANESE AIRFIELDS』では、「Yokota」が、「Fussa」や「Hakonegasaki」より飛行場近くに記載されていたためと考えられており、アメリカ軍も「横田の名は、基地の北にある集落に由来しており、運航乗務員の地図に載っていたものであろう」としている。
終戦後、1946年に飛行場がアメリカ軍に移管され、正式にYokota Airbaseへと改称された。

### 地名としての横田
行政区域としての横田村は1908年（明治41年）に廃止されているものの、北多摩郡村山町（現在の武蔵村山市）の大字名としての「横田」は1925年（大正14年） - 1985年（昭和60年）発行の国土地理院地形図に掲載されている。
少なくとも平成6年発行の地理院地図からはその表記が消滅しているものの、付近には「横田」という名称のバス停留所（都営バス・立川バス）が2023年時点でも現存している。また、横田基地が存在していることにより、本来の横田以外の地域でも「横田」を冠したトンネルや店舗、教会が点在するようになっている。
- 1944年頃のアメリカ軍による地図。Airfield（飛行場）の北東にYokotaという地名が確認できる。
- 1945年に発行されたアメリカ軍陸海軍合同情報調査によるの空襲目標情報。偵察による航空写真と共にYokota Airfieldと記載されている。
- 1945年7月のアメリカ軍による文書。Yokota Airfieldとして多摩飛行場の偵察結果が記載されている。

## 部隊

### アメリカ軍
- 米軍司令部：在日米軍司令部、在日米空軍司令部、在日米宇宙軍司令部、第5空軍司令部、日米共同統合作戦調整センター
- 駐留部隊：第374空輸航空団（英語版）、第730航空機動中隊（英語版）、第374空輸航空団憲兵中隊、第353特殊作戦群第21特殊作戦飛行隊（英語版）、 第21特殊作戦航空機整備中隊 、アメリカ沿岸警備隊極東支部（連絡官のみ）、DFAS-J（会計業務隊）、第10報道分遣隊、空軍軍楽隊、郵便中隊等

### 国連軍後方司令部
横田飛行場には、現在も戦争継続中の朝鮮戦争における国連軍の後方司令部が存在しており、常勤の要員として軍人3名・軍属1名が配置されている。また国連軍参加国のうち、8か国の駐日大使館付駐在武官が参加する合同会議が、3か月に1回程度の割合で開かれており、事実上の駐日武官の連絡詰所となっている。飛行場には日章旗、星条旗の他に、国連旗が常時掲揚されている。
国連軍後方司令部は、朝鮮戦争休戦協定成立後、1954年（昭和29年）に、日本とイギリス、アメリカ、フランスなど10か国（のちにタイ王国も加わる）が「国連軍地位協定」を結んだことが始まりで、現在でも朝鮮戦争が戦時国際法上「休戦」中（戦争継続中）であることが、日本に設置する根拠となっている。かつてはキャンプ座間に設置されていたが、2007年（平成19年）11月2日に横田飛行場へ移転した。

### 航空自衛隊
2010年12月17日に閣議決定・公開された22大綱および23中期防に基づき、以下の部隊等が府中基地より移駐および新編されることが発表された。2012年3月21日付で移転を完了し、26日から「航空自衛隊横田基地」として運用を開始した。基地司令は作戦システム運用隊（旧・防空指揮群）司令が兼任（施設所在地：東京都福生市大字福生2552）。
- 航空総隊司令部
- 航空戦術教導団司令部
- 作戦情報隊
- 作戦システム運用隊
- 横田地方警務隊
- 航空気象群横田気象隊

なお、海上自衛隊は航空総隊司令官のもとに設けられる航空自衛隊中央救難調整所（RCC）から海難救助や航空救難の情報を得るために、基地内に航空救難情報中枢（RIC）と呼ばれる機能を府中基地から移転・設置し、海上自衛官の救難連絡員が配置されていた。
中期防衛力整備計画 (2014)により実施された、海上自衛隊および航空自衛隊が担う陸上配備の航空救難機能の航空自衛隊への一元化が図られた2017年3月31日以降は、統合幕僚監部が航空救難機能の一部を航空救難情報中枢（RIC）として基地内に置き、救難情報連絡員が配置されている。

## 基地データ

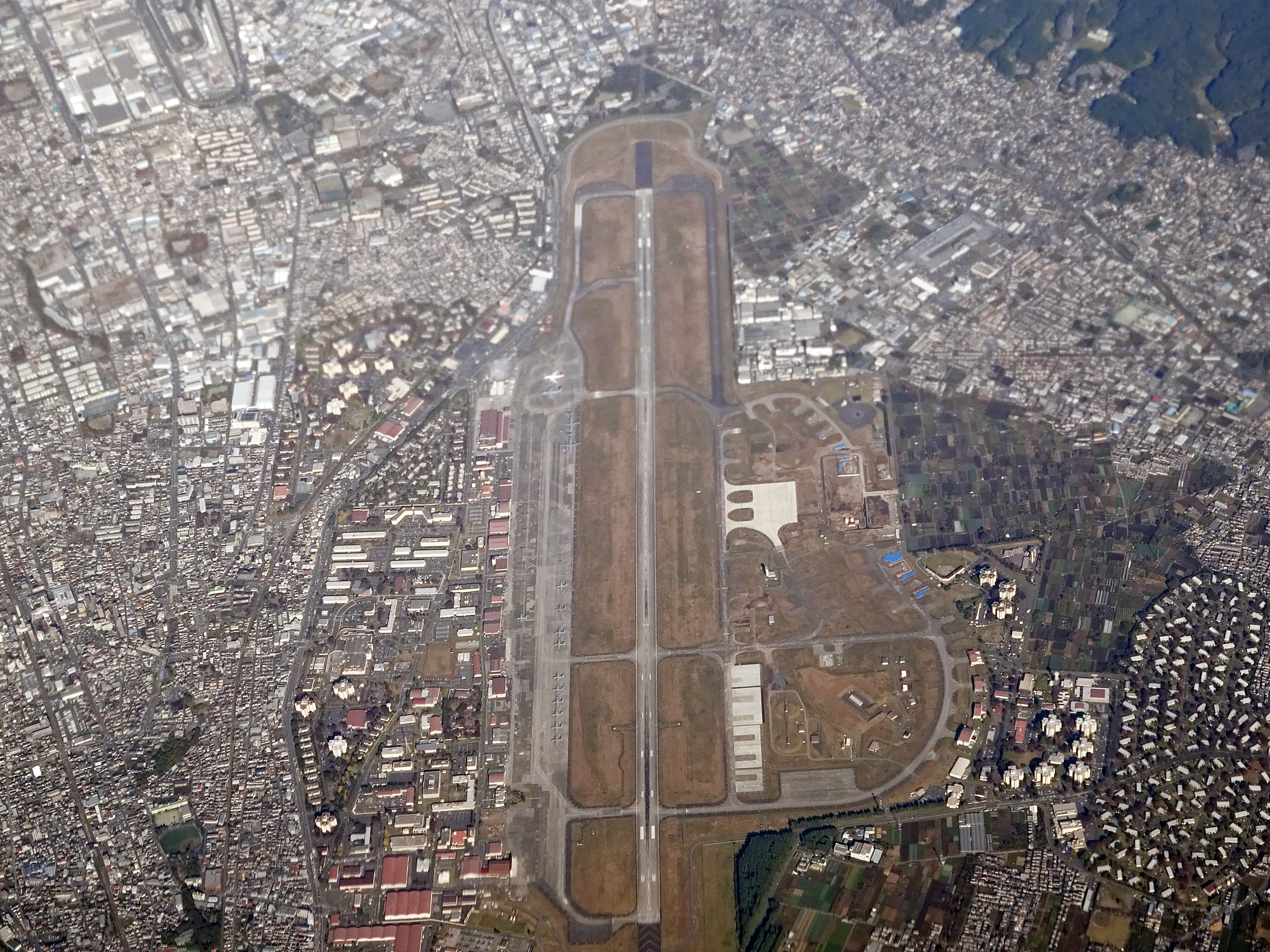
横田飛行場空撮（2021年）

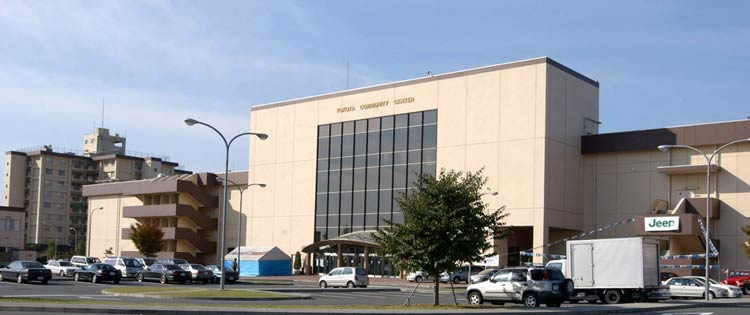
横田コミュニティーセンター

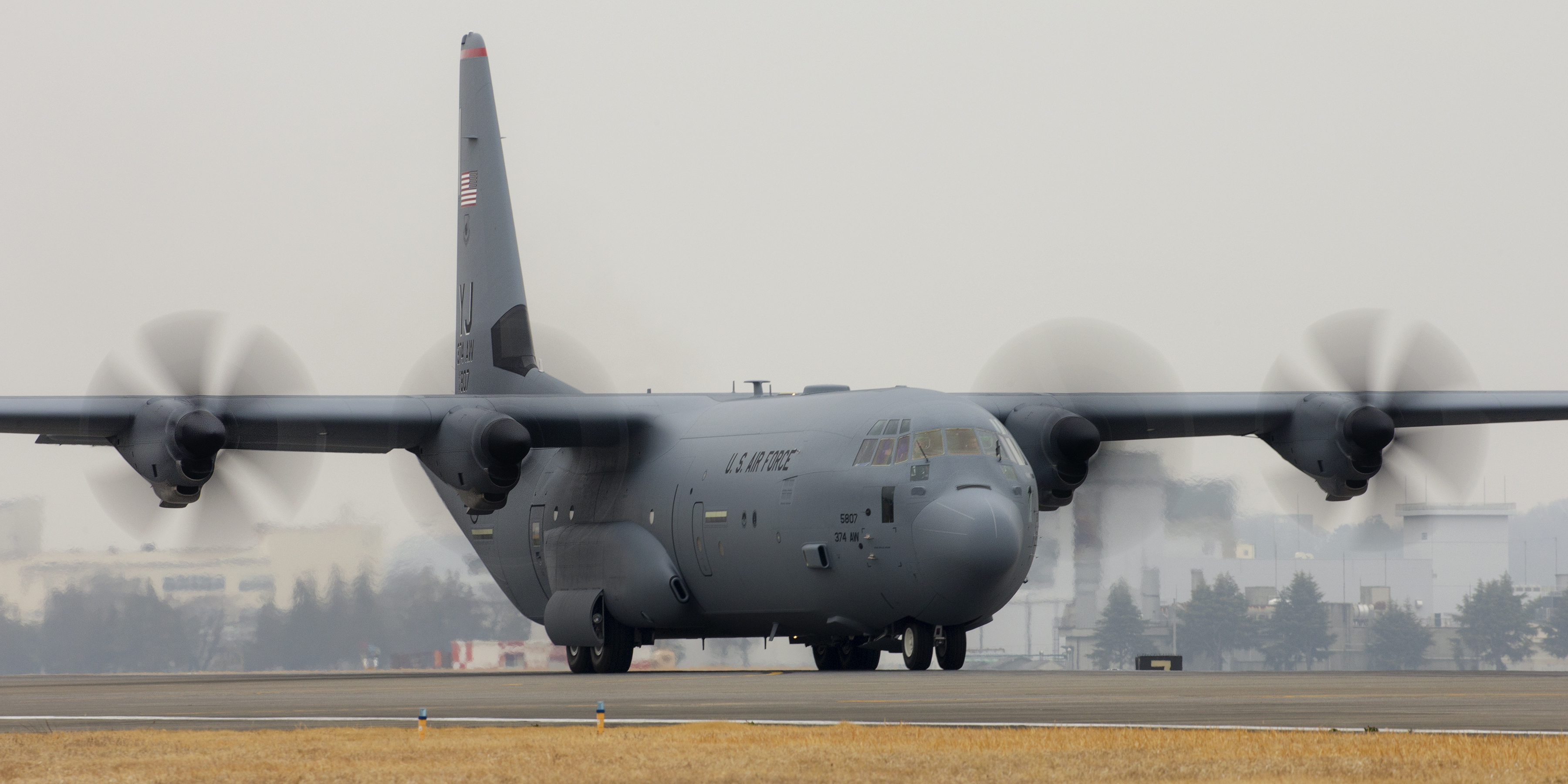
横田基地のC-130J-30

- 基地総面積：7.136km2

（南北約4.5km 東西約2.9km 周囲約14km）
- 滑走路：3,350m×幅員60m 1本
- 方位：18/36
- オーバーラン：南側305m/北側300m
- 着陸方式：ILS（18、36双方向）
- 付帯設備：管制塔、誘導路、格納庫、駐機場、整備工場、通信施設、旅客ターミナル、東京税関立川出張所横田旅具検査場
- その他施設：消防署、兵員宿舎、将校宿舎、家族住宅、スーパーマーケット、病院、診療所、教会、幼稚園・小学校・中等教育の学校（横田ハイスクール）・大学、小銃射撃訓練場、清掃工場、図書館、郵便局、放送局（「AFN Tokyo」） 、フードコート（チャーリーズ・ステーカリー、ポパイズ、タコベル、サーティワン[22]、ピザハット、サブウェイ)、チリーズ、バーガーキング、スターバックス、映画館、体育施設（野球場、ボウリング場、ゴルフコース等）
- 基地内人口：約8,800人（内訳  軍人・軍属：約4,300人、家族：約4,500人）
- 日本人従業員：約2,200人
- 基地内の車両移動通行方法は、日本の公道と同じ左側通行。交差点通行方法は、基本的にラウンドアバウトを利用している。
- 常駐航空機：第5空軍第374空輸航空団第36輸送飛行隊所属「C-130J-30」14機、第5空軍第374空輸航空団第459輸送飛行隊所属「C-12J」3機、同隊所属「UH-1N」4機、空軍特殊作戦コマンド第353特殊作戦群第21特殊作戦中隊所属「CV-22B」5機

警察は軍法（統一軍事裁判法）が適用され空軍警備隊の管轄になる。
|        | 提供面積(km2) | 基地面積割合(%) |
| ------ | ------------- | --------------- |
| 国有地 | 7.073         | 99.1            |
| 都有地 | 0.034         | 0.5             |
| 公有地 | 0.029         | 0.4             |

| 自治体名   | 自治体面積(km2) | 提供面積(km2) | 基地面積割合(%) | 自治体面積割合(%) |
| ---------- | --------------- | ------------- | --------------- | ----------------- |
| 福生市     | 10.16           | 3.317         | 46.5            | 32.6              |
| 瑞穂町     | 16.83           | 2.101         | 29.4            | 12.5              |
| 武蔵村山市 | 15.37           | 0.990         | 13.9            | 6.4               |
| 羽村市     | 9.91            | 0.417         | 5.8             | 4.2               |
| 立川市     | 24.38           | 0.290         | 4.1             | 1.2               |
| 昭島市     | 17.33           | 0.021         | 0.3             | 0.1               |

## 航空管制

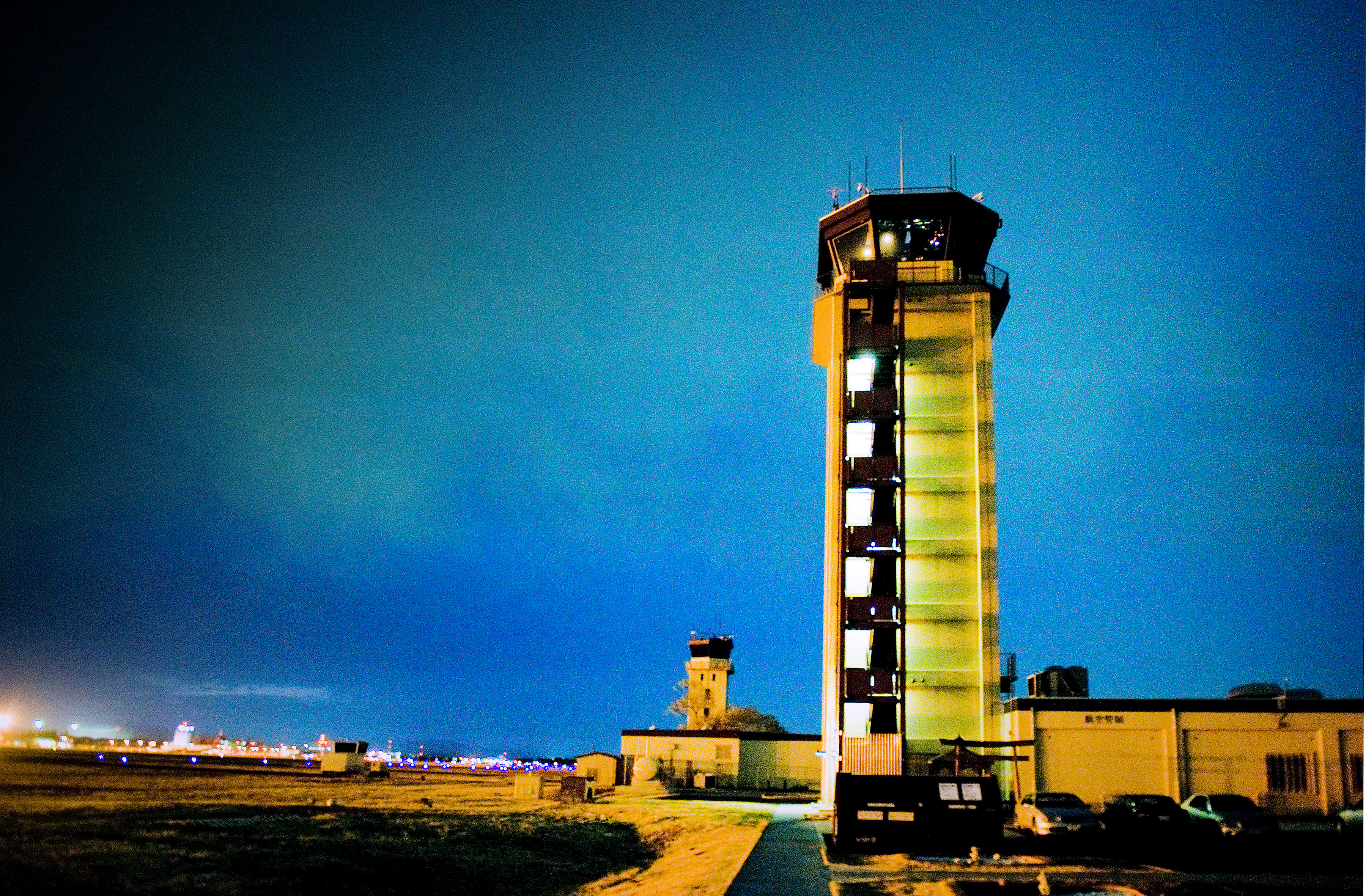
横田基地の管制塔

| 種類                | 周波数 (VHF) | 周波数 (UHF) | 運用時間(Z) |
| ------------------- | ------------ | ------------ | ----------- |
| CLR                 | 131.400MHz   | 249.950MHz   | 2100-1300   |
| GND                 | 133.200MHz   | 308.600MHz   | 2100-1300   |
| TWR                 | 134.300MHz   | 315.800MHz   | 2100-1300   |
| DEP                 | 122.100MHz   | 363.800MHz   | 24H         |
| APP/ARRIVAL(AREA A) | 123.800MHz   | 317.850MHz   | 24H         |
| APP/ARRIVAL(AREA B) | 120.700MHz   | 261.400MHz   | 24H         |
| APP/ARRIVAL(AREA C) | 118.300MHz   | 270.600MHz   | 24H         |
| ATIS                | 128.400MHz   | 281.000MHz   | 2100-1300   |
| METRO               |              | 344.600MHz   | 24H         |

### 航空保安無線施設
| 局名 | 種類        | 周波数           | 識別信号 |
| ---- | ----------- | ---------------- | -------- |
| 横田 | TACAN       | 1172 MHz(CH-85x) | YOK      |
| 横田 | ILS(R/W 36) | 109.7MHz         | I-YOK    |
| 横田 | ILS(R/W 18) | 108.7MHz         | I-YAS    |

いずれの無線局も、24時間運用を行っている。

### 横田空域
進入管制区として横田進入管制区（横田ラプコン）、通称「横田空域」が設けられており、アメリカ空軍が空域内の飛行場を発着する航空機や空域を通過する航空機に対する管制を行っている。

## 基地公開
毎年5月の連続した土曜日と日曜日に「横田基地日米友好祭」が開催され、普段は立ち入ることの出来ない一般人（原則は日本国籍者とアメリカ合衆国国籍者の身分証明書所持者）も、第5ゲート（最寄駅は青梅線牛浜駅）から横田基地に入場できる。友好祭では米軍機や自衛隊機の軍用機展示を行う航空ショー、バンド演奏、レーションのMREやスパムの販売、米兵による模擬店出店、子供向けの遊戯施設の設置などがおこなわれ、最終日の終了直前には、花火の打ち上げもおこなわれる。2013年は米軍の経費縮減のために「無期限の延期」となったが、2014年から再開された。また毎年1月に「フロストバイトロードレース」（マラソン大会）が開催される。
かつては毎年8月、9月頃の開催であった。2020年・2021年は新型コロナウイルス感染拡大の為に中止となったが、2022年より再開。以降は熱中症防止の為、開催時期を3ヶ月早め、5月中旬の連続した土日に開催されている。尚、2022年の2日目・5月22日は第46代合衆国大統領ジョー・バイデンの訪日と重なったが、区画を分ける事で友好祭は予定通り実施された。その結果、友好祭開催中に一般客の目の前で専用機エアフォースワンを含む関係機材の飛来と言う異例の出来事が起きた。

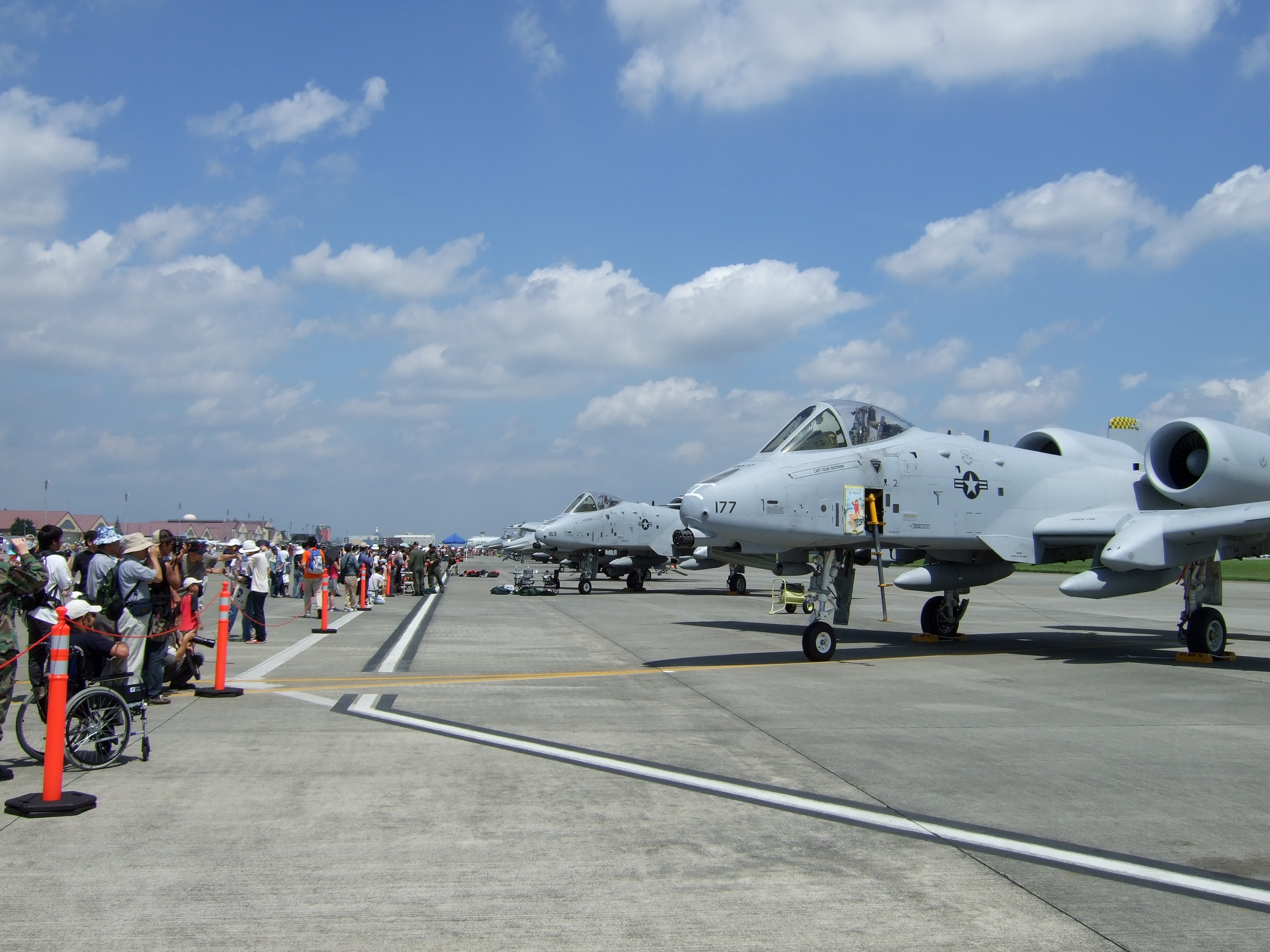
航空機展示
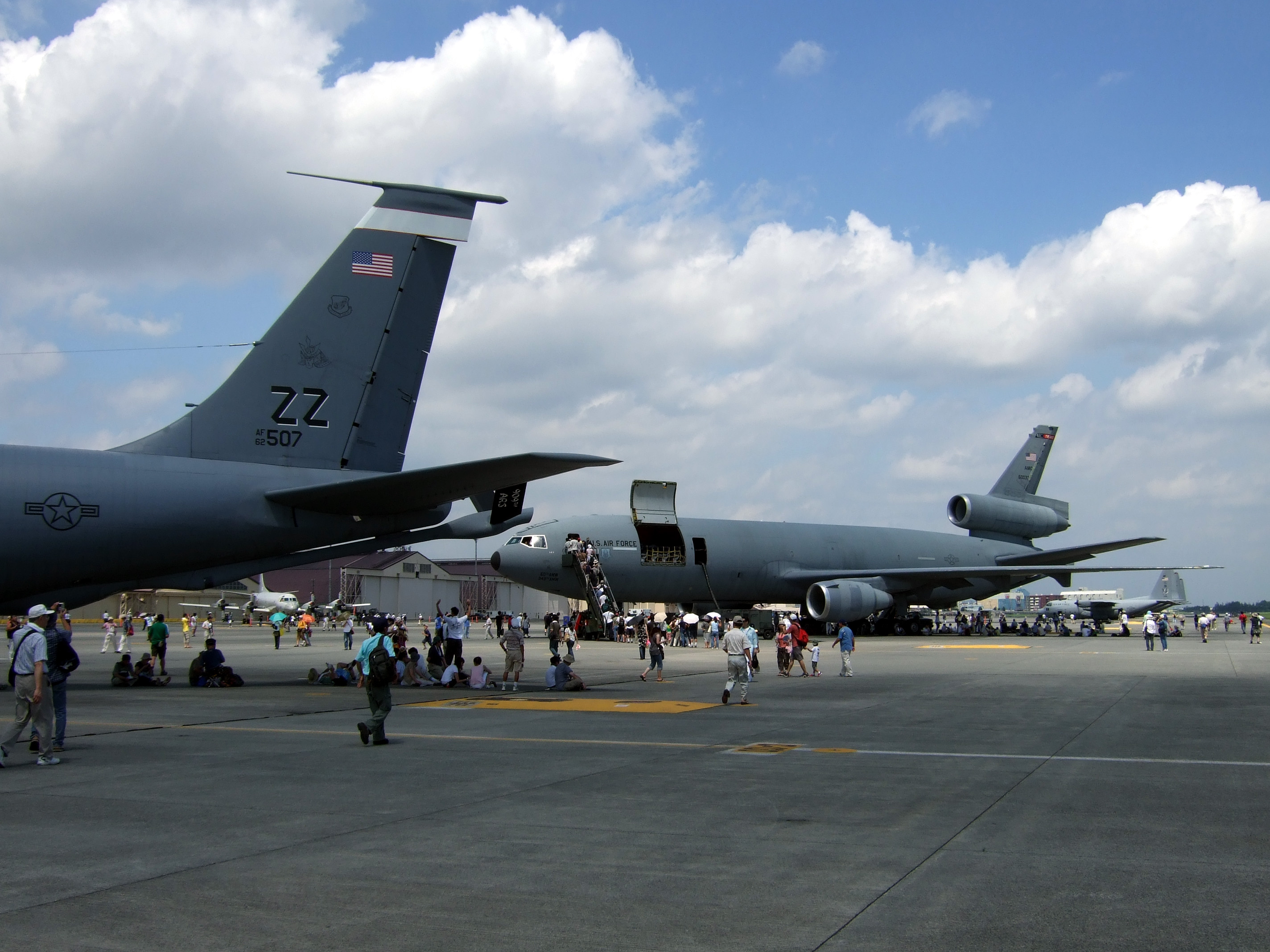
航空機展示
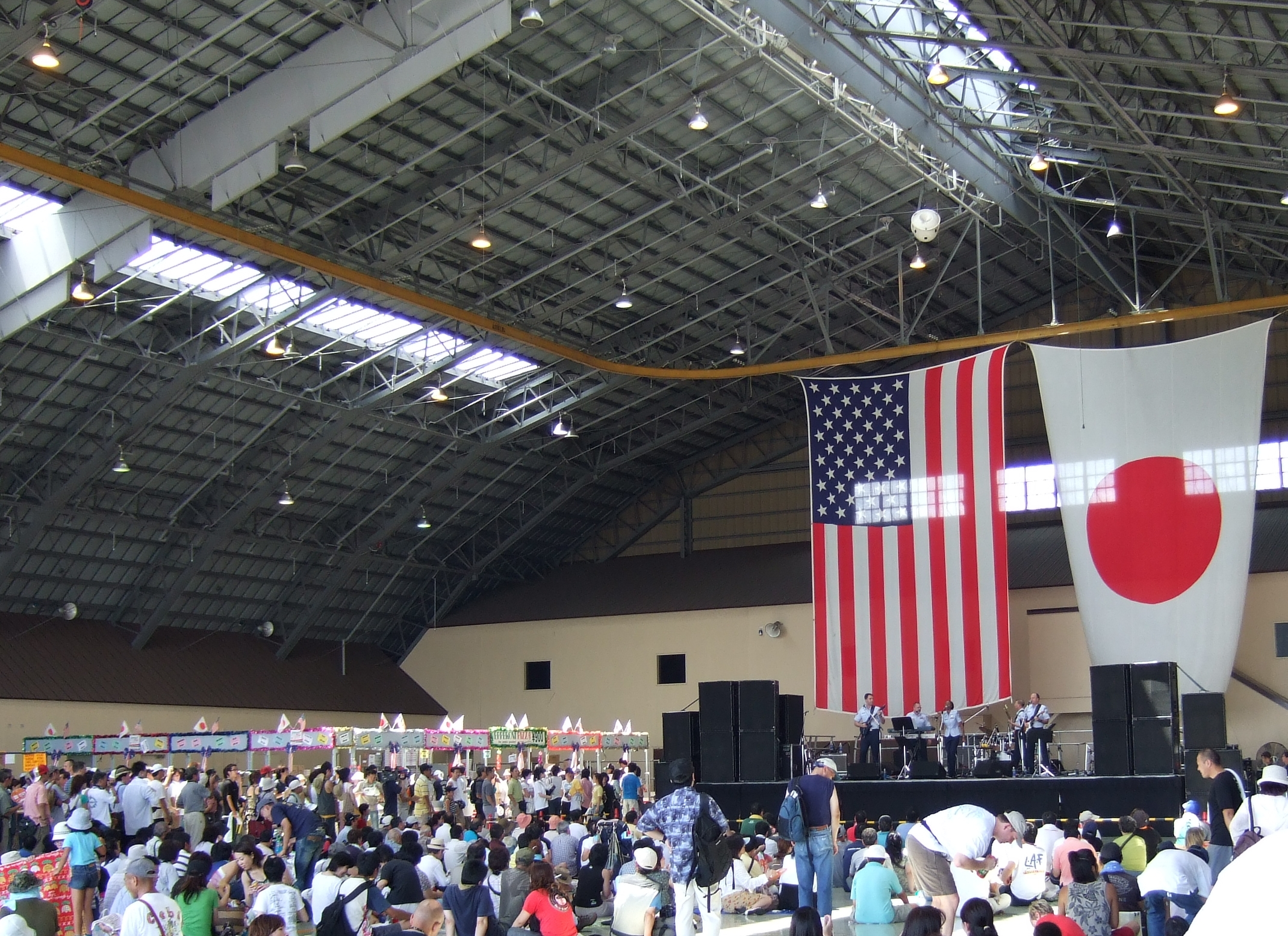
バンド演奏
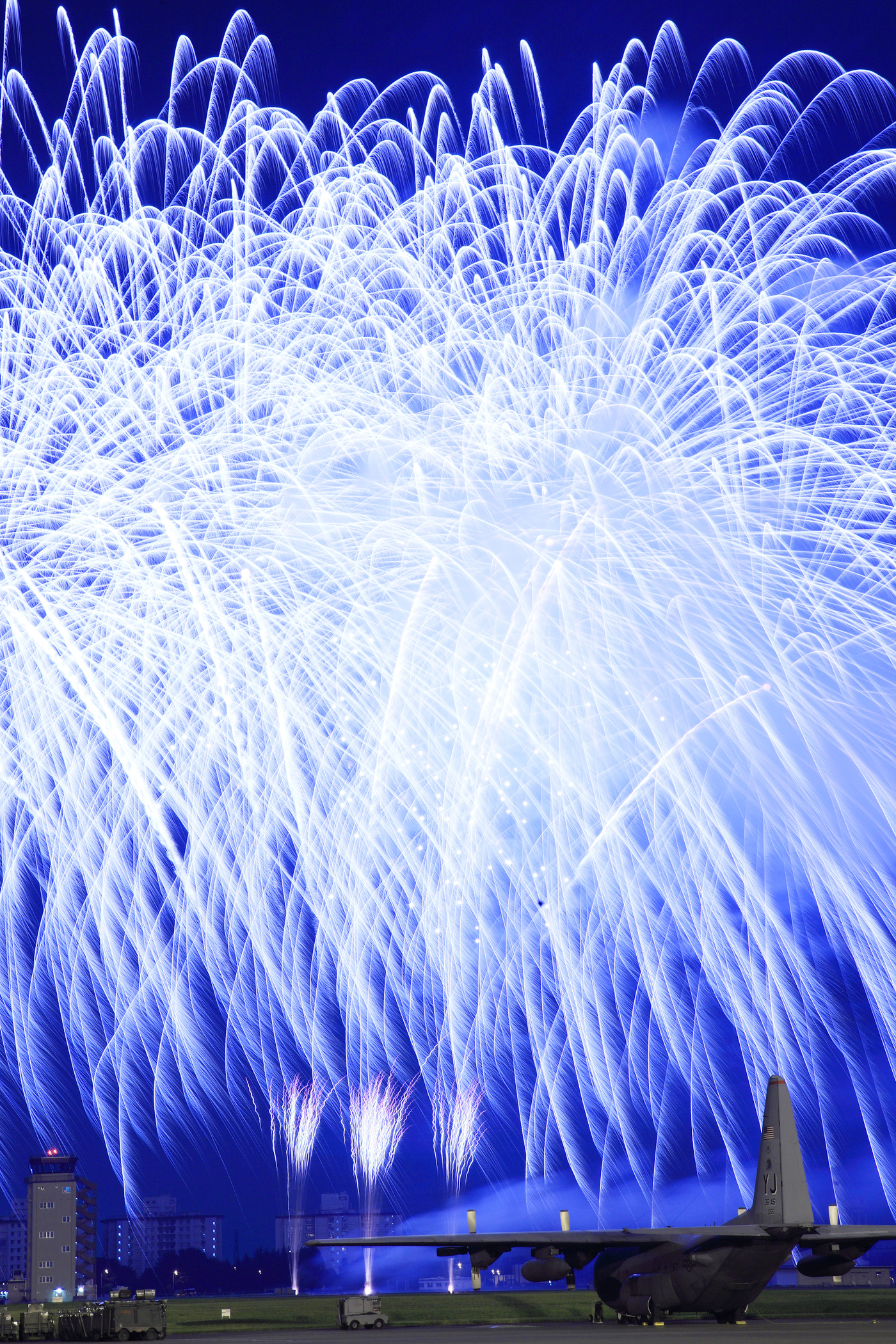
花火打ち上げ
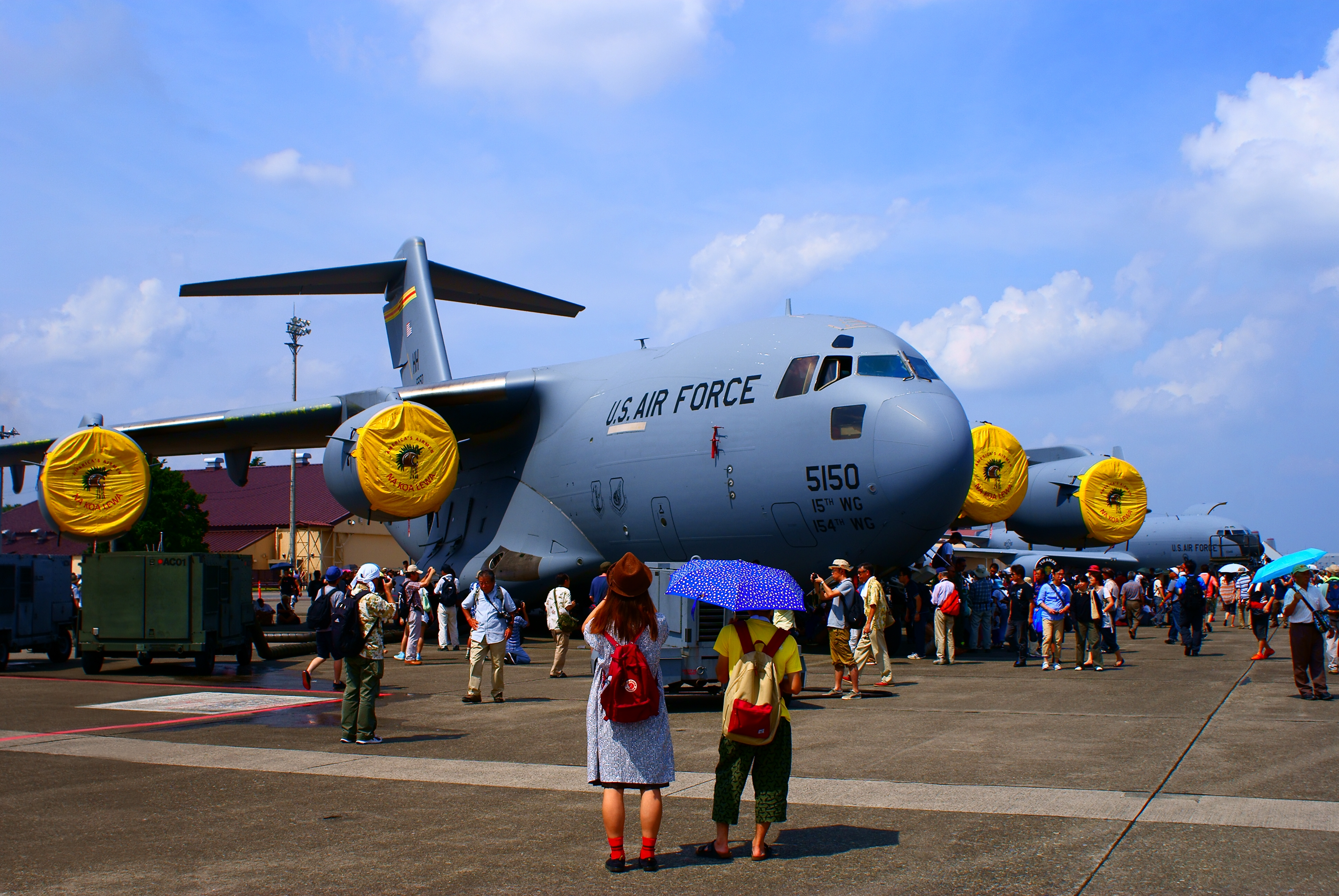
C-17グローブマスターⅢ(友好祭2014)
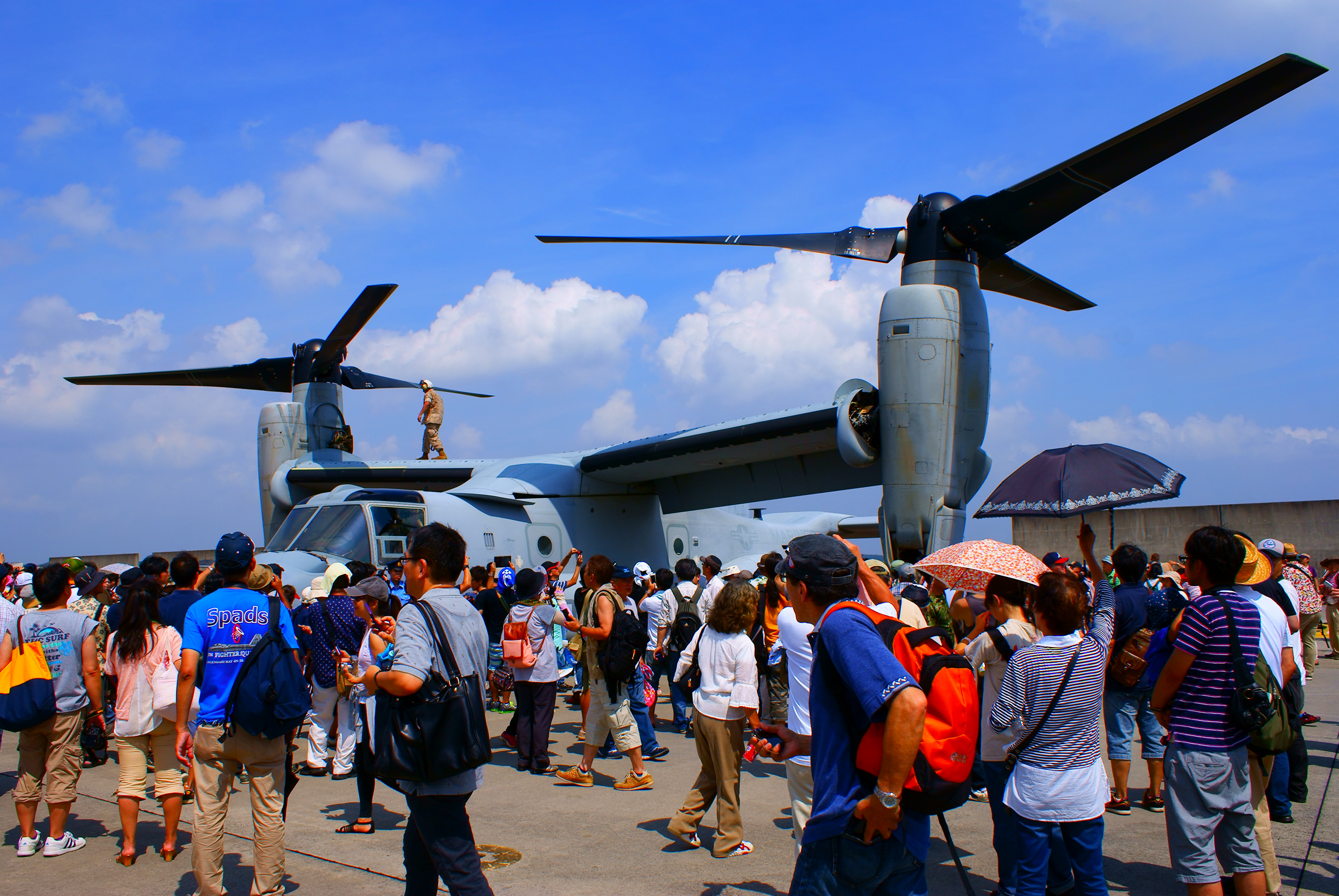
初展示となったMV-22(友好祭2014)
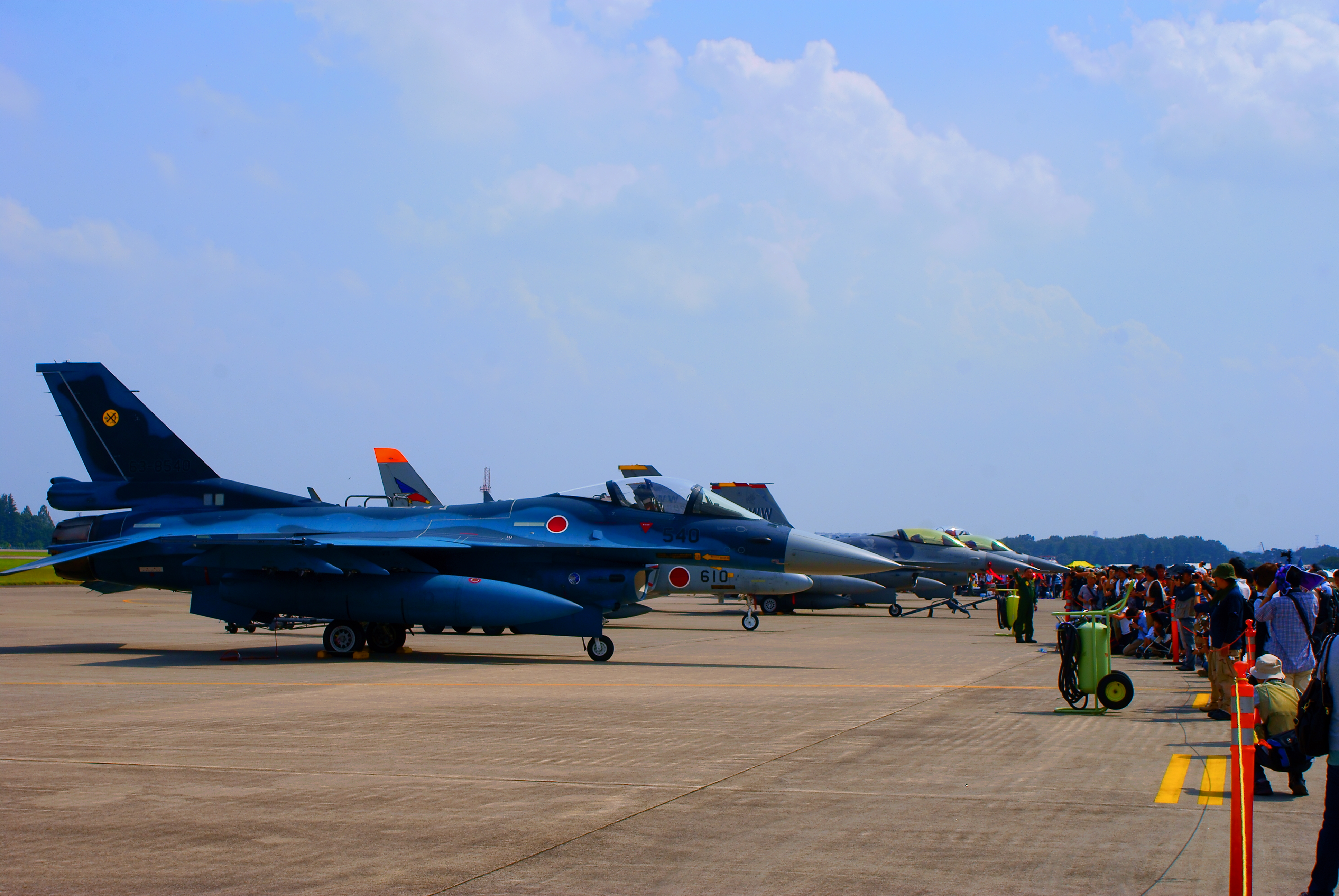
自衛隊機の展示(友好祭2014)
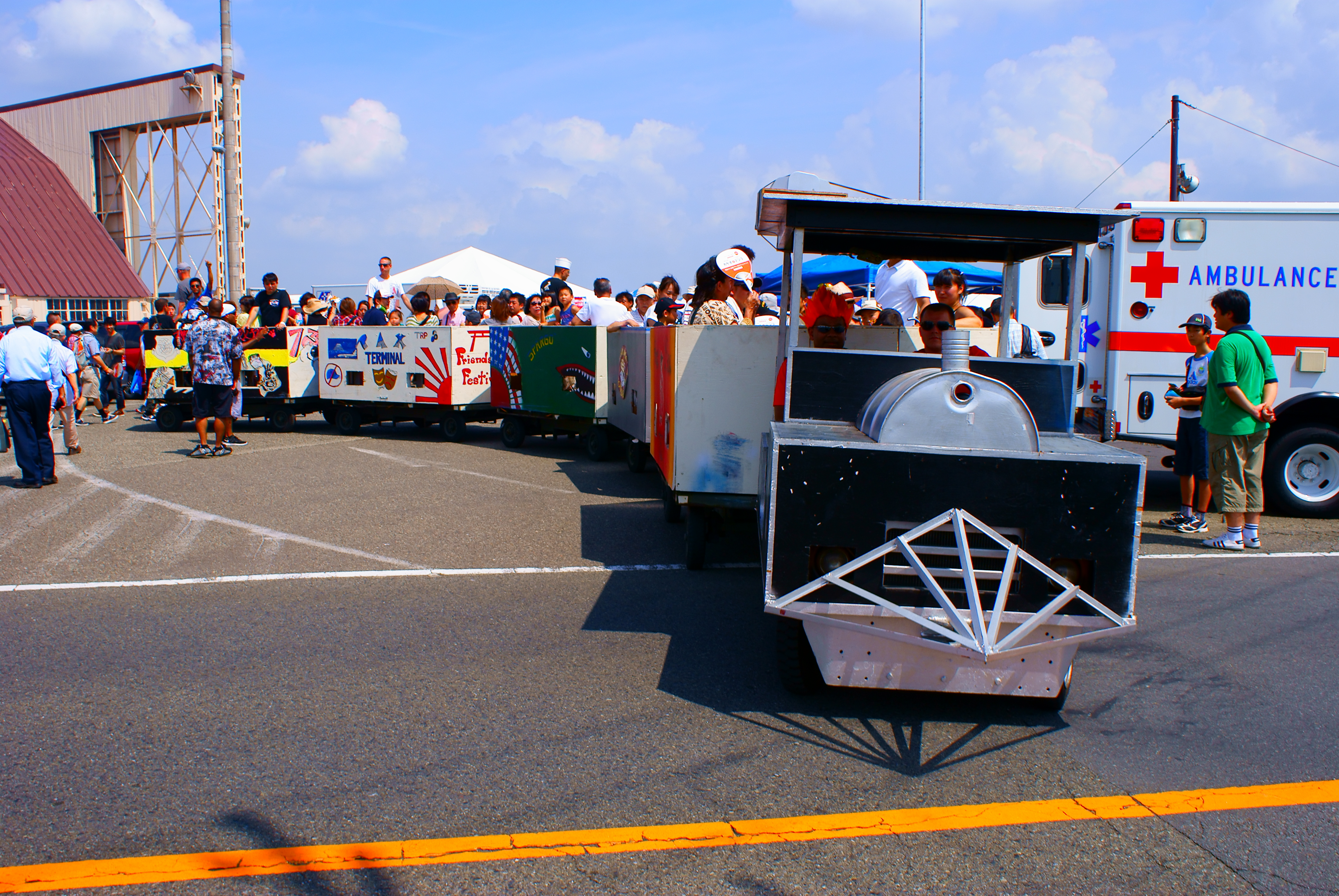
バルクカーゴに観覧客を乗せてのファンサービス(友好祭2014)

## 軍民共用化・中期防衛力整備計画

### 軍民共用化構想

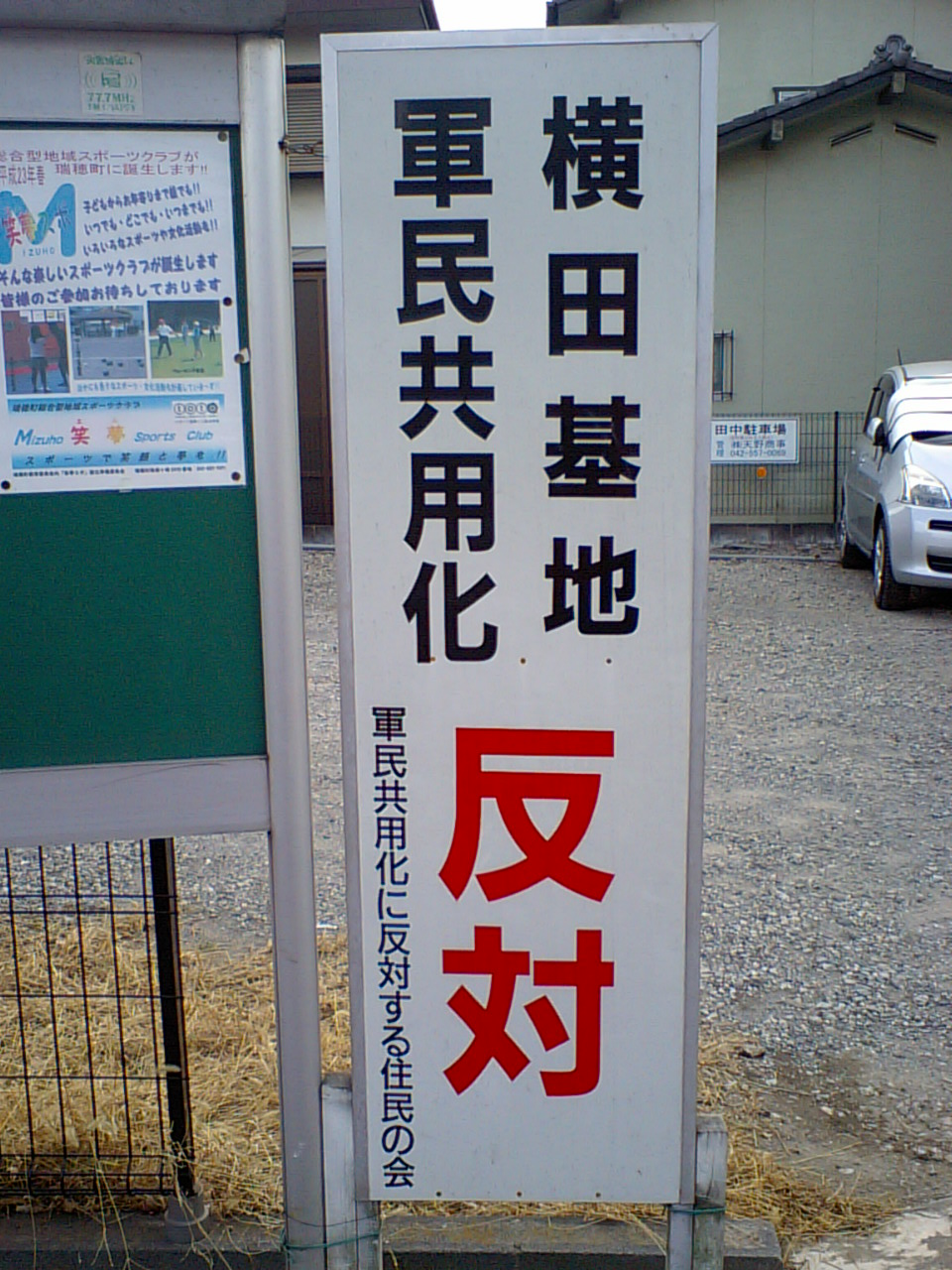
瑞穂町内の軍民共用化反対看板

2012年まで東京都知事を務めた石原慎太郎は、横田基地を民間航空機にも開放する「軍民共用化」を2003年都知事選で公約しており、石原の任期中には実現しなかったが、後任の猪瀬直樹知事も実現に意欲を示していた。一方、一部の地元自治体の間では反対意見もある。
在日米軍再編に絡む横田基地の軍民共用化は「検討開始から12か月以内に終了する」という日米の合意に沿って、2006年10月より検討会において協議されてきている。しかし、2007年10月半ば、日本政府関係者の報道人への発言によれば、アメリカ側は横田基地への民間旅客機乗り入れに難色を示しており、2007年11月8日、来日中の国防長官ロバート・ゲーツと外務大臣高村正彦との会談において、協議の継続を求めた高村外相の要請にも同長官は首肯せず、厚木基地や入間基地の軍民共用化を逆提案した。

### 2020年東京五輪・パラリンピック期間中の軍民共用化についての協議
猪瀬直樹知事の辞任後、後任の都知事が取り組まないことから実現することなく、没交渉となっていたが、2019年4月19日、日本国政府が2020年東京オリンピック・パラリンピックの期間中に、横田基地の臨時的な軍民共用化を打診したと報道された。
これに対して東京都知事小池百合子は、都としても国に要望を行ってきた経緯に触れながら「ぜひ活用させていただきたい。都としても望むところ」と所見を述べたほか、在日米軍のクリストファー・マホーニー副司令官も「現時点では何も決まっていない。日米間の事務レベルで軍民共用化に必要な条件を協議している。日本側からどのような要求があるのか、駐日アメリカ合衆国大使館を通じて待っている段階だ。共用化はできるのではないかとの意見がある。承認された場合は100パーセント支援したい」とマスメディアに語り、日米間で調整を進めていることを示唆した。

### 中期防衛力整備計画
日米両政府はアメリカ空軍と航空自衛隊による「軍軍共用化」で合意しており、航空管制権が日本側に返還され、航空自衛隊が受け持つことになる。
この合意は実現し、同基地には空軍第5・第13航空軍司令部と、東京都府中市から移転してくる航空自衛隊航空総隊司令部が同居することになった。共用化や総隊司令部の移転など、当初の予定では2010年（平成22年）となっていたが、2012年（平成24年）3月26日、移転が完了し、同日から総隊司令部ほかが運用を開始した。同庁舎地下には空自と米軍が一堂に会する「共同統合運用調整所」が設けられ、地下通路でアメリカ空軍の指揮所とも行き来できる。
全世界的な米軍再編の動きに従って、キャンプ座間（神奈川県）へのアメリカ陸軍第一軍団司令部移転計画（現在は米ワシントン州フォートルイスに所在）が存在し、これが実現した場合、四軍の司令部が日本に揃うことになる。「日米軍事一体化・アメリカの世界戦略への協力だ」とする一部の反発もあるが、日本国政府は米軍再編へ協力する姿勢を示している。
だが、2010年（平成22年）12月17日に閣議決定し公表された『中期防衛力整備計画』の内容に、「米軍とのインターオペラビリティを向上するため、横田基地を新設し、航空総隊司令部等を移転する」との表現があることが判明。沖縄県以外の日本では唯一、狭小な行政面積の3分の1を基地に提供している福生市が、航空自衛隊横田基地の新設は、単なる呼称上の問題に留まらず、基地機能の強化、基地態様の変化に直結するものだとして、内閣総理大臣・防衛大臣などに強く抗議、申し入れを行っていたが、航空自衛隊横田基地は実現して現在に至る。

## 燃料輸送

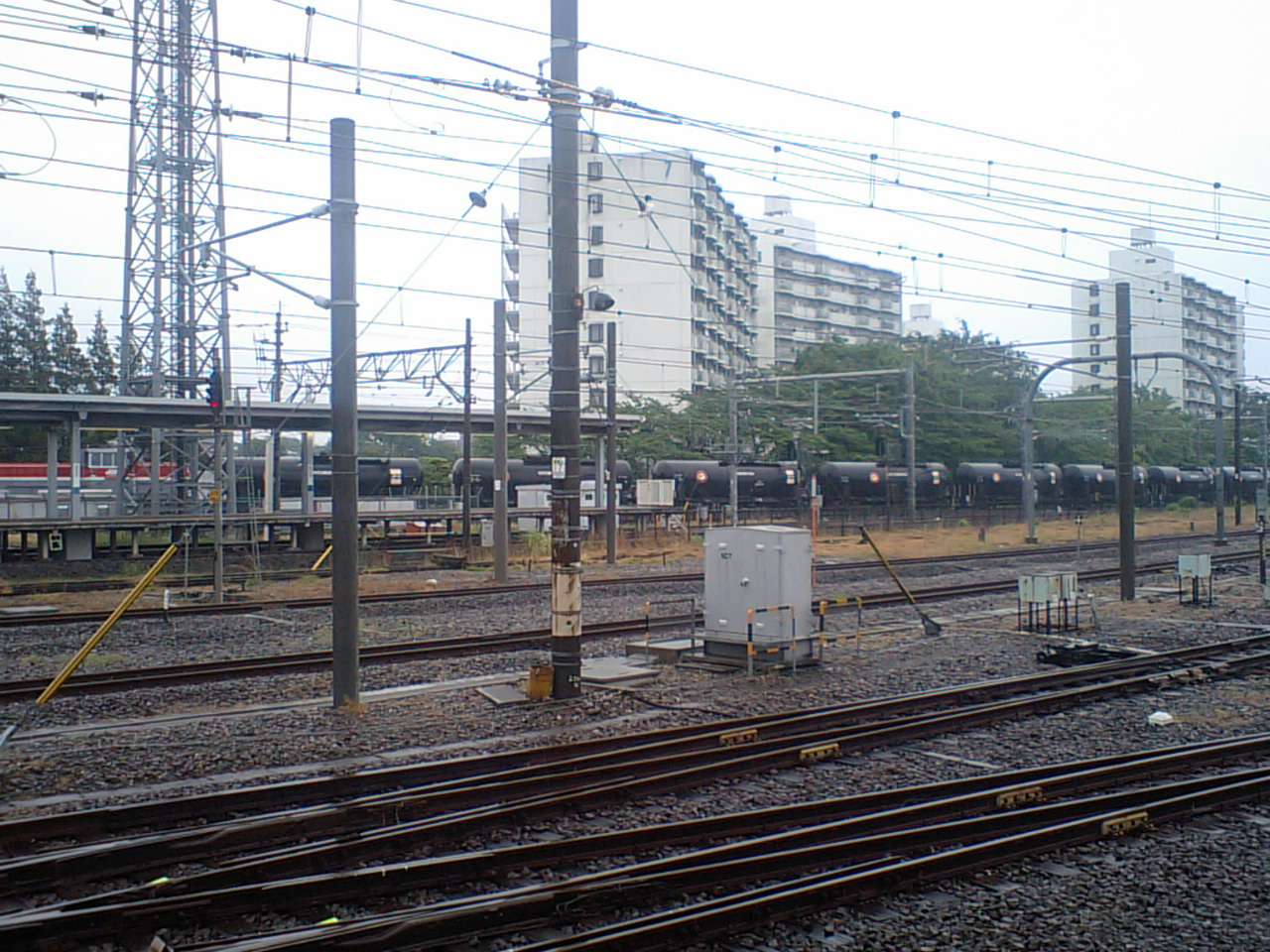
米タン（拝島駅）

鉄道貨物によってジェット燃料の輸送が行われている。JR鶴見線安善駅に隣接する米軍鶴見貯油施設より、平成26年3月15日ダイヤ改正よりJR鶴見線・浜川崎支線・尻手短絡線・武蔵野貨物線・南武線・青梅線経由で運行される専用貨物列車（通称「米タン（べいたん）」）が、平日1日1往復設定されている（平成26年4月時点で火・木曜の週2日が中心）。使用されるタンク車は、米軍輸送隊が日本石油輸送より借り受けているJP-8（航空用ジェット燃料の名称・JP-8は軍用）と車体に書かれた専用タンク車であり、45t積みのタキ1000形を使用した12両編成で運行される。拝島駅に到着した貨車は、駅構内でディーゼル機関車に付け替えられ、基地内まで伸びる単線非電化の専用線（米軍横田基地線）を経由して運び込まれる。以前は定期列車であったが、現在は臨時列車となっている。ただし、定期列車時代から運行有無は荷主である米軍の都合で決定されており、臨時列車化された現在と運行頻度はほとんど変りない。
1967年（昭和42年）8月8日の新宿駅で発生した米軍燃料輸送列車事故は、隣接する米軍立川基地へ運転されていた同種の貨物列車で起こったものである。この事故は、当時のベトナム戦争反対運動や反米学生運動等を刺激し、運動の更なる激化により新宿騒乱事件が発生した。

## 訴訟
基地問題は進駐直後から発生し、滑走路建設のための砂利採取は多摩川の河床を低下させ、下流の府中用水などに影響を及ぼした。また、航空燃料や廃油の流出による地下水や井戸水の汚染、異臭や引火事故、騒音および、たび重なる墜落事故など、周辺住民の日常生活へも深刻な被害を及ぼした。詳細は関連項目にある日本におけるアメリカ軍機事故の一覧や、埼玉県金子村B29墜落事故、八王子市F80機墜落事故、砂川村B29爆撃機墜落事故などを参照のこと。
立川基地が返還された一方、横田基地は年間の離着陸数が約2万回であり（東京国際空港の1年間の航空機発着回数である約38万4000回の5%程度）、また年に数回実施されていた空母艦載機着陸訓練は夜間にも行われていた。このような訓練と、日常的に行われている飛行およびエンジンテストなどにより、周辺住民に多大な騒音被害を与えているため、日本国政府やアメリカ合衆国連邦政府に対し、飛行差し止めと騒音被害に対する損害賠償を求める訴訟が、1976年以降に度々行われており、過去分の損害賠償の一部についてのみ認める判決の流れがほぼ定着している。
東京地裁立川支部に提訴され係争中のものとしては、2012年12月12日に起こされた「第9次横田基地公害訴訟」、2013年3月26日に起こされた「第2次新横田基地公害訴訟」がある。

## アクセス

### 鉄道
- 第2ゲート（メインゲート）- 福生駅（東口）、東福生駅（東口）
- 第5ゲート（日米友好祭入場ゲート）- 牛浜駅（東口）、拝島駅（北口）

### 自動車
- E20 中央自動車道八王子IC（下りは第2出口）から国道16号（東京環状）昭島方面
- C4 首都圏中央連絡自動車道日の出ICから東京都道184号奥多摩あきる野線 - 東京都道165号伊奈福生線
- C4 首都圏中央連絡自動車道あきる野ICから国道411号（滝山街道）- 東京都道7号杉並あきる野線（睦橋通り）- 国道16号（東京環状）

## 登場作品
- 『スノーデン (映画)』

ノンフィクション作品『スノーデンファイル 地球上で最も追われている男の真実』が原作の映画。2013年6月にコンピュータ専門家のエドワード・スノーデンがアメリカ国家安全保障局(NSA)の機密情報を『ガーディアン』誌に暴露した事件の詳細が描かれる。作中では日本勤務時のエドワード・スノーデンがDELLの職員として横田基地内のNSAの関連施設で日本の通信を掌握し日本のインフラ設備破壊、日本全国を停電させるプログラムを開発、設置するシーンで登場。
- 『限りなく透明に近いブルー』

村上龍のデビュー出世作。横田基地近くの「ハウス」が舞台。
- 『BLOOD THE LAST VAMPIRE』

ベトナム戦争中の横田基地内のアメリカンスクールが舞台。
- 『RAID ON TOKYO』 / 『TOKYO WARS』

小林源文著。日本に親ソ政権が成立し在日米軍が撤収した世界で、自衛隊の反乱鎮圧のためとの名目で進駐して来たソ連軍が横田基地を確保、首都東京占領への前進拠点として使用する。終盤に自衛隊による反撃が始まり奪還作戦が行われる。
- 『ぼくらの』

設定ではアメリカから奪還し、そのまま国防軍の基地になったという設定。ゲームの契約をした中学生を保護する重要拠点になっているためたびたび登場する。
- 『ミッドナイト・イーグル』

本基地でテロが発生するという設定。
- 『シュガー&スパイス_風味絶佳』

基地に沿う16号線沿いが舞台設定。第2ゲートやフェンスや東福生駅も登場する。
- 『機動警察パトレイバー』

旧OVAシリーズ第2話で香貫花・クランシーが来日したのは横田基地。また第6話でガトリング砲（GAU-8）を受け取ったのも横田基地である。
- 『ガサラキ』

劇中では横田基地からF-22Aが発進し、基地内に侵入したTA（タクティカル・アーマー）と交戦した。
- 『西部警察』

第1期で「横田基地」という名称は登場しないが、基地北側のフェンス沿いで撮影。劇中に離陸するC-5が登場する。
- 『相棒』

season8 第6話「フェンスの町で」において、横田基地という名称は使用していないが「米軍基地」という名称で登場。フェンス沿いの風景や着陸するP-3、C-130が登場する。
- 『9番目のムサシ』

主人公の「篠塚高（No.9）」と彼女の所属する組織「Ultimate Blue / 通称UB」が頻繁に使用する。作中では「米軍基地」としか呼ばれないが、コミックス第8巻の「DUTY19：Ω -オメガ-II」での基地の入り口のプレートに「UNITED STATES AIR FORCE Yokota Air Base」とあることから横田基地である。篠塚らが組織の専用機の発着に利用したり、公私混同ながら任務で知り合った篠塚の恋人が失踪した時、彼の居場所である山中に急行するため、篠塚が当基地でC-5A輸送機を借用した。
- 『シャーマンキング』

「横茶基地」として登場。シャーマンファイト本戦に出場する登場人物たちの集合場所となっている。宿敵であるハオと主人公の麻倉葉が初めて対峙した場所ともなった。
- 『アイアムアヒーロー』

漫画版で登場。街にZQNが溢れる中で主人公が立ち寄るが、すでに基地内とその周辺もZQNにより混乱状態と化していた。
- 『交戦規則ROE』

黒崎視音の小説。終盤に登場し、大韓民国空軍所属のC-130輸送機が飛来する。
- 『ラビット病』

山田詠美の小説。横田基地に勤める軍人と日本人女性の恋を描く。
- 『武闘刑事』

中山七里の小説。殺人事件の被疑者となった米兵が匿われる場として横田基地が登場する。友好祭の様子も描かれた。